# Асоціація мертвих людей
Асоціація мертвих людей (гінді उत्तर प्रदेश मृतक संघ, латиніз. «Uttar Pradesh Mritak Sangh») — громадська організація в індійському штаті Уттар Прадеш. Мета її діяльності — захист прав громадян Індії, яких корумповані посадовці оформили померлими з метою незаконного вилучення їх земель.
Штат Уттар Прадеш — один з найбільш густозаселених в країні. Місцеві чиновники користувались шахрайською схемою: на ім'я господаря земельної ділянки безпідставно виписували свідоцтво про смерть, після чого його ділянку передавали у власність його родичам-хабародавцям. В результаті масового застосування такої схеми багато жителів штату виявились офіційно мертвими, а значить, втратили всі цивільні права. Процес скасування «юридичної смерті» був утруднений безліччю бюрократичних перепон.
Засновник асоціації Лал Біхарі домагався зарахування до живих майже 20 років: з 1976 по 1994 роки. Весь цей час він не міг використовувати навіть власне прізвище і підписувався просто «Мрітак» («Мертвий»). Незважаючи на те, що він значився померлим, його дружині було відмовлено в отриманні соціальної допомоги як вдові. В 2003 році його діяльність по захисту прав «мерців» принесла  Шнобелівську премію з формулюванням: 

за те, що він вів активне життя після того, як був офіційно оголошений мертвим; провів посмертну кампанію проти бюрократизму і жадібних родичів; заснував «Асоціацію мертвих людей»
Оригінальний текст (англ.)
«…for leading an active life even though he has been declared legally dead; Second, for waging a lively posthumous campaign against bureaucratic inertia and greedy relatives; and Third, for creating the Association of Dead People».

## См. також
- Удовині моряки
- Мертві душі